# 609
609 (DCIX) var ett normalår som började en onsdag i den julianska kalendern.

## Händelser

### Okänt datum
- Pantheon i Rom invigs till kristen kyrka.
- Edessa erövras av Sasaniderna.

## Födda
- Audoin, biskop i Rouen.

## Avlidna
- Anastasius II av Antiochia, patriark av Antiochia.